# Файнберг, Иосиф
Иосиф Файнберг (англ. Joseph Fineberg; 1886—1957) — деятель международного социалистического и коммунистического движения, переводчик (с русского на английский).

## Биография
В 1906—1918 — состоял в еврейской секции Социал-демократической федерации Британии/Британской социалистической партии.
С 1918 — член РКП(б).
Участник Учредительного конгресса Коммунистического интернационала, на котором представлял британские коммунистические группы в качестве делегата с правом совещательного голоса. Позднее работал в аппарате Коминтерна.